# ヘラルト・ファン・ゼイル
ヘラルト・ピーテルスゾーン・ファン・ゼイル（Gerard Pietersz. van Zijl、姓は Zyl や Zyllとも、1607年か1608年生まれ、1665年12月19日に埋葬）は、オランダの画家、版画の下絵画家である。アンソニー・ヴァン・ダイクとともにイギリスでも働き、「小ファン・ダイク(de kleine van Dyck)」の仇名でも呼ばれた。

## 略歴
ライデンの工芸家、ピーテル・ヘーリッツゾーン(Pieter Gerretsz.)の息子に生まれた。アムステルダムでヤン・ピナス(1583/1584-1637) の弟子であったとされる。1629年からアムステルダムで画家として働き始めた。1639年から1641年の間はロンドンで働き、イギリスで名声を得ていたアンソニー・ヴァン・ダイク(1599-1641)と交流している。
肖像画や風俗画を専門に描き、ヴァン・ダイクのスタイルから影響を受けていて「小ファン・ダイク(de kleine van Dyck)」の仇名でも呼ばれた。後期の作品にはピーテル・デ・ホーホ(1629-1684)の影響が見られるとされる。多くの作品がいろいろな版画家によって版画にされて出版された。

## 作品

画家ホーファールト・フリンクの肖像画 (版画制作はAbraham Blooteling)
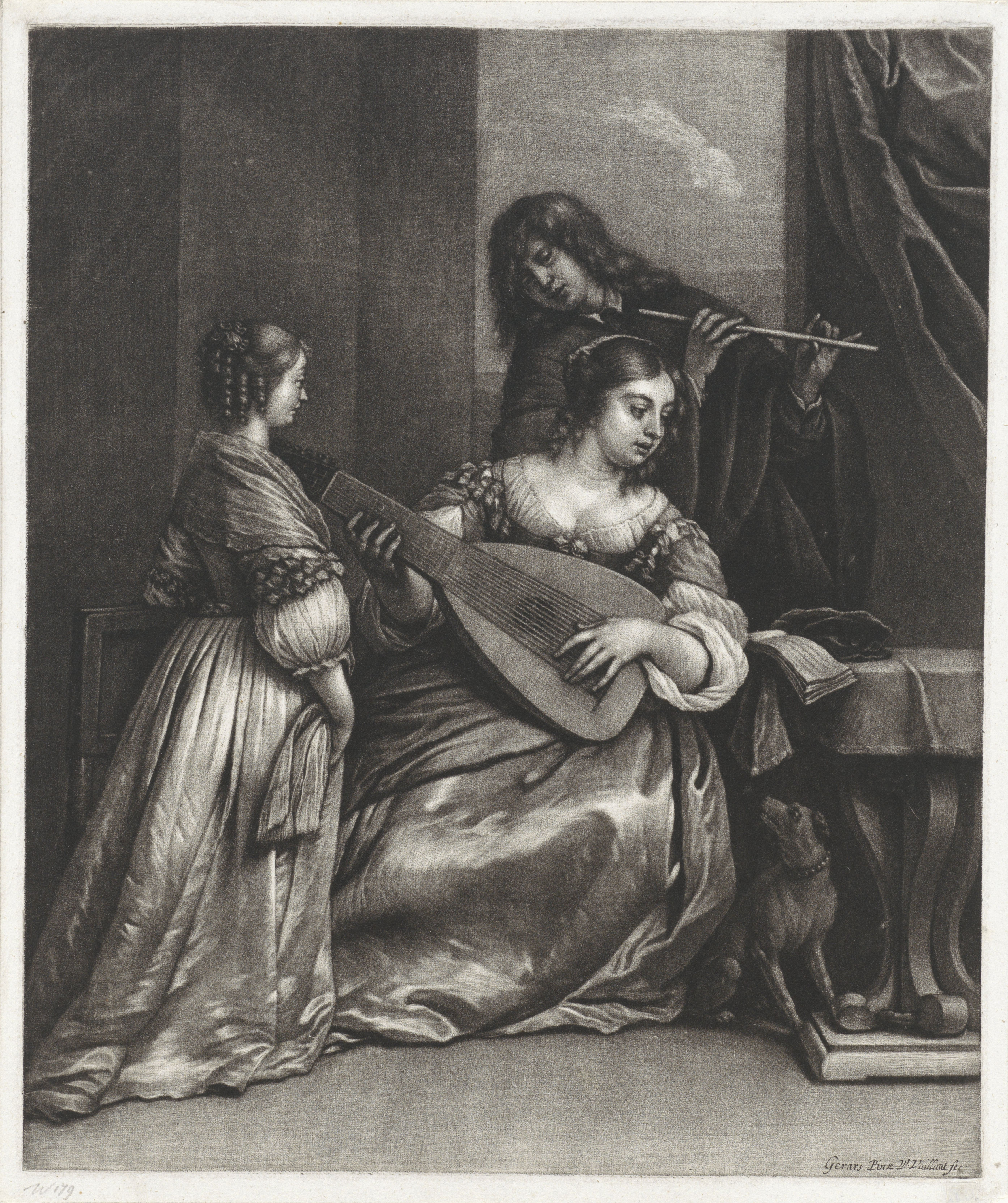
リュートとフルートを奏でるカップル (版画制作はWallerant Vaillant)
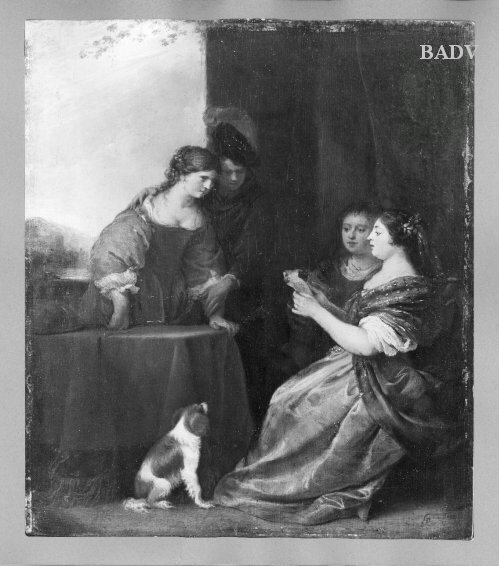
音楽を楽しむ仲間 (c.1631) リンツ美術館